# Katiuska Toaza
Katiuska Jacqueline Toaza Avelino (29 de octubre de 1987) es una luchadora ecuatoriana de lucha libre. Compitió en el Mundial de 2007 consiguiendo la 28.ª posición. Obtuvo dos medallas de bronce en los Juegos Suramericanos de 2010 y 2014. Ganó cinco medallas en Campeonatos Panamericanos, de plata en 2007, 2012 y 2015. Campeona Sudamericana de 2009.